# エィユブ・タリシュ
エィユブ・タリシュ・アブシ　（Ayoob Tarish、アラビア語：أيوب طارش عبسي）はイエメンの歌手、音楽家である。
作曲して有名なものは『世界に響かせよ、我が歌を』連合共和国 (国歌)である。
その他様々な曲を作曲している。

## 引用等
1. ↑  “Ayoob Tarish Absi: - Legacy of a traditional Yemeni singer - culture - Yemen Times”. web.archive.org (2007年4月28日). 2022年1月9日閲覧。
2. ↑  “Ayoub Taresh l ايوب طارش - YouTube”. www.youtube.com. 2022年1月9日閲覧。